# Chaux-lès-Clerval
Chaux-lès-Clerval foi uma comuna francesa na região administrativa de Borgonha-Franco-Condado, no departamento de Doubs. Estendia-se por uma área de 8,57 km². Em 2010 a comuna tinha 195 habitantes (densidade: 22,8 hab./km²).
Em 1 de janeiro de 2019, passou a fazer parte da nova comuna de Pays-de-Clerval.